# Henning Baum
Henning Baum (Essen, 20 settembre 1972) è un attore tedesco.
È meglio conosciuto per la sua interpretazione di Michael 'Mick' Brisgau nella serie TV Last Cop - L'ultimo sbirro (Der letzte Bulle).

## Biografia
Nacque e crebbe ad Essen nell'ovest della Germania. A 17 anni i suoi genitori lo mandarono in un collegio inglese. Dopo essersi diplomato al liceo, Henning Baum inizialmente volle intraprendere una carriera nelle forze armate tedesche, ma decise di fare il servizio civile con la DRK a Essen e completò l'addestramento come paramedico durante questo periodo. Negli anni 1994-97 ha studiato recitazione alla Scuola di recitazione di Bochum.
Henning Baum ha avuto una relazione con la costumista Corinna Baum dal 1999 ed è stato sposato con lei dal 2003. Insieme hanno un figlio e una figlia. Con un figlio avuto da una precedente relazione di Baum, la famiglia viveva a Essen. Sua moglie ha creato, tra l'altro, i costumi per la serie Last Cop - L'ultimo sbirro. Nell'agosto 2017 la separazione è diventata nota. Baum ha avuto una figlia con la sua nuova ragazza nel 2016. Nel 2019 Baum ha divorziato dalla sua prima moglie.
Il 9 aprile 2016 ha preso parte come concorrente allo show da 100.000 euro Schlag den Star e ha vinto, contro l'ex atleta professionista e campione olimpico di sollevamento pesi Matthias Steiner.

## Carriera
Ha interpretato numerosi ruoli in serie televisive fin dalla fine degli anni novanta. È principalmente conosciuto per la partecipazione ad alcuni episodi della serie Squadra Speciale Cobra 11, e per l'interpretazione di Michael "Mick" Brisgau, protagonista nella serie Last Cop - L'ultimo sbirro.
Per essere in grado di "tenere e maneggiare correttamente le pistole a pellicola", Henning Baum ha completato sei mesi di addestramento con Bruno Schneider con varie pistole affilate e lunghe e ha di seguito superato il test di competenza nelle armi.  Alla fine è diventato lui stesso un tiratore scelto ed è principalmente attivo nel tiro a segno.

## Filmografia

### Cinema
- Ragazze pom pom al top (Mädchen Mädchen!), regia di Dennis Gansel (2001)
- Solo per il successo (Viktor Vogel - Commercial Man), regia di Lars Kraume (2001)
- Drei Stern Rot, regia di Olaf Kaiser (2002)
- Die Klasse von '99 - Schule war gestern, Leben ist jetzt, regia di Marco Petry (2003)
- Good Kill, regia di Uwe Greiner - cortometraggio (2006)
- Finnischer Tango, regia di Buket Alakus (2008)
- Iron Fist (Götz von Berlichingen) – film TV tedesco del 2014
- Public Enemy, regia di Felix Herzogenrath (2018)
- Le avventure di Jim Bottone (Jim Knopf und Lukas der Lokomotivführer), regia di Dennis Gansel (2018)
- Last Cop - L'ultimo sbirro (Der Letzte Bulle), regia di Peter Thorwarth (2019)
- Jim Knopf und die Wilde 13, regia di Dennis Gansel (2020)

### Televisione
- Die zwei beiden vom Fach, regia di Peter Thorwarth - cortometraggio TV (1998)
- Schimanski sul luogo del delitto (Schimanski) – serie TV, episodio 1x05 (1998)
- Der Unbestechliche, regia di Walter Feistle - film TV (1999)
- Ärzte – serie TV, episodio 7x02 (1999)
- Racheengel - Stimme aus dem Dunkeln, regia di Thorsten Näter - film TV (1999)
- Im Fadenkreuz – serie TV, episodio 1x02 (2000)
- St. Angela – serie TV, episodio 6x06 (2000)
- Sinan Toprak ist der Unbestechliche – serie TV, 16 episodi (2001-2002)
- Sag einfach ja!, regia di Karen Müller - film TV (2002)
- Schulmädchen – serie TV, 2 episodi (2002)
- Wen küsst die Braut?, regia di Lars Montag - film TV (2002)
- Trenck - Zwei Herzen gegen die Krone, regia di Gernot Roll - film TV (2003)
- Jagd auf den Flammenmann, regia di Uwe Janson - film TV (2003)
- Zwei Profis – serie TV, episodio 1x08 (2003)
- Für immer verloren, regia di Uwe Janson - film TV (2003)
- Die Rettungshunde: Hochzeitsreise in den Tod, regia di Thomas Nikel - film TV (2003)
- Held der Gladiatoren, regia di Jorgo Papavassiliou - film TV (2003)
- Unter Verdacht – serie TV, episodio 1x03 (2004)
- Il commissario Zorn (Der Ermittler) – serie TV, episodio 4x02 (2004)
- 21 Liebesbriefe, regia di Nina Grosse - film TV (2004)
- Im Namen des Gesetzes – serie TV, episodi 5x15-9x08 (2000-2004)
- La nave dei sogni (Das Traumschiff) – serie TV, episodio 1x48 (2004)
- Bewegte Männer – serie TV, episodio 3x04 (2005)
- Die Luftbrücke - Nur der Himmel war frei, regia di Dror Zahavi - film TV (2005)
- SOKO - Misteri tra le montagne – serie TV, episodio 5x01 (2005)
- Deutschmänner, regia di Ulli Baumann - film TV (2006)
- Tatort – serie TV, episodi 1x422-1x624 (1999-2006)
- Polizeiruf 110 – serie TV, 4 episodi (2000-2006)
- Eine Robbe zum Verlieben, regia di Christine Kabisch - film TV (2006)
- Pfarrer Braun – serie TV, episodio 4x02 (2006)
- Squadra Speciale Cobra 11 (Alarm für Cobra 11 - Die Autobahnpolizei) – serie TV, episodi 5x06-10x12 (2001-2006)
- Franziskas Gespür für Männer, regia di Nina Grosse - film TV (2006)
- Fürchte dich nicht, regia di Christiane Balthasar - film TV (2007)
- Moppel-Ich, regia di Thomas Nennstiel - film TV (2007)
- Eine Robbe und das große Glück, regia di Imogen Kimmel - film TV (2007)
- L'ambizione di Eva (Die Masche mit der Liebe), regia di Thomas Nennstiel - film TV (2007)
- Die Jäger des Ostsee-Schatzes, regia di Diethard Küster - film TV (2007)
- Der Dicke – serie TV, episodio 2x11 (2007)
- Squadra speciale Lipsia (SOKO Leipzig) – serie TV, episodi 2x10-10x04 (2002-2007)
- Der Kommissar und das Meer – serie TV, episodi 1x01-1x02 (2006-2007)
- Mord in aller Unschuld, regia di Connie Walter - film TV (2008)
- Il commissario Köster (Der Alte) – serie TV, episodio 32x03 (2008)
- Un caso per due (Ein Fall für zwei) – serie TV, episodi 20x04-28x01 (2000-2008)
- Bis dass der Tod uns scheidet, regia di Edzard Onneken - film TV (2008)
- Der Abgrund - Eine Stadt stürzt ein, regia di Sebastian Vigg - film TV (2008)
- Willkommen zuhause, regia di Andreas Senn - film TV (2008)
- Das Duo – serie TV, episodi 1x07-1x15 (2004-2008)
- Die Liebesflüsterin, regia di Jakob Schäuffelen - film TV (2008)
- Sea Wolf - Il lupo di mare (Der Seewolf), regia di Christoph Schrewe - film TV (2008)
- Treuepunkte, regia di Thomas Nennstiel - film TV (2008)
- Bella Block – serie TV, episodio 1x25 (2008)
- SOKO 5113 – serie TV, episodi 26x12-34x08 (2004-2008)
- Sexstreik!, regia di Thomas Nennstiel - film TV (2010)
- Ein Sommer auf Sylt, regia di Thomas Nennstiel - film TV (2010)
- Tante Herthas Rindsrouladen, regia di Peter Gersina - film TV (2010)
- Mit Herz und Handschellen – serie TV, 22 episodi (2002-2010)
- Deadline - Jede Sekunde zählt – serie TV, episodio 1x13 (2010)
- Undercover Love, regia di Franziska Meyer Price - film TV (2010)
- Niemand ist eine Insel, regia di Carlo Rola - film TV (2011)
- Indisch für Anfänger, regia di Sebastian Vigg - film TV (2011)
- Non con me, tesoro, in originale Nicht mit mir, Liebling, regia di Thomas Nennstiel - film TV (2012)
- Last Cop - L'ultimo sbirro (Der letzte Bulle) – serie TV, 60 episodi (2010-2014)
- Non con me tesoro (Nicht mit mir, Liebling), regia di Thomas Nennstiel – film TV (2012)
- Iron Fist (Götz von Berlichingen), regia di Carlo Rola - film TV (2014)
- Il castello di Schreckenstein 2 –Baci non vietati (Burg Schreckenstein 2), regia di Ralf Huettner - film TV (2017)

## Riconoscimenti
- Deutscher Fernsehpreis
  - 2004: come miglior attore tedesco in una serie televisiva.

- Bayerischer Fernsehpreis 
  - 2011: come miglior attore nella categoria Serien und Reihen per il suo ruolo nella serie Last Cop – L'ultimo sbirro (Sat.1)

- Romi
  - 2013 : nella categoria Attore di serie preferito

- GdP
  - 2015: protagonista del Gewerkschaft der Polizei per il ruolo in Last Cop – L'ultimo sbirro, in connessione con la campagna "Anche umana"